# Rajvinder Singh
Rajvinder Singh (* 4. Januar 1956 in Kapurthala; † 16. Dezember 2021 in Berlin) war ein deutschsprachiger Autor und Synchronsprecher indischer Herkunft. Er wohnte in Berlin.

## Leben
Rajvinder Singh entschied im Alter von elf Jahren, sich dem Schreiben zu widmen, nachdem er seine Mutter das erste Mal in seinem Leben belogen und deshalb ein so schlechtes Gewissen hatte, dass er sieben verschiedene Versionen der Lügengeschichte aufsetzte, die jedoch alle nicht glaubwürdig klangen. Diese Texte versammelte er damals unter dem Titel My Experiments with a Lie (eine Anspielung auf Gandhis Autobiografie The Story of My Experiments with Truth).
Singh entstammte einer wohlsituierten Familie aus dem indischen Punjab. Sein Vater warf ihn im Alter von 16 Jahren aus dem Haus, weil er anstelle eines Medizinstudiums den Weg des Autors einschlagen wollte. Er wohnte im Studentenwohnheim und arbeitete zunächst nachts in einer Viehfutterfabrik. Später, mit Hilfe eines Professors, übersetzte er russische Bücher aus dem Englischen ins Punjabi und finanzierte so sein Studium. Er wurde studentischer Führer und setzte sich für Unterprivilegierte ein. Bis 1991 hatte er keinerlei Kontakt zu seinem Vater. Von da an bezeichnete er das Verhältnis zu ihm als eine alternde Freundschaft; so heißt auch eines seiner Gedichte.
Sein wirkliches Geburtsdatum war der 4. Januar 1956. Der Vater meldete ihn aber mit dem Geburtsdatum 10. Oktober 1953 an, damit er früher eingeschult werden konnte. So besaß Singh zwei Geburtstage, und sein Verlag, der Lotos Verlag Roland Beer, widmete ihm 2003 einen Band mit 50 seiner ausgewählten Gedichte zum vermeintlich 50. Geburtstag, ausgewählt von langjährigen Freunden, Autoren und kulturellen Partnern, darunter Brigitte Burmeister, F. C. Delius, Ilija Trojanow, Georg Lechner, Dietger Pforte, Jochen Reinert sowie Uli und Franz Lebfromm.
Er war Mitglied der Neuen Gesellschaft für Literatur (NGL) und von 1987 bis 1989 in deren Vorstand gewählt. Ferner war er Mitglied des PEN-Zentrums Deutschland und setzte sich hier stark für die Arbeit des Writers-in-Prison-Komitees ein.
Nach verschiedenen Stationen in Europa lebte Singh ab 1981 in Berlin. Er war mit der indischen Malerin Jyotika Sehgal verheiratet und hinterließ eine gemeinsame Tochter. Er starb nach einer kurzen schweren Krankheit am 16. Dezember 2021, drei Wochen vor seinem 66. Geburtstag.

## Synchronsprecher
Durch seine Tätigkeit als Synchronsprecher wurde seine Stimme einem breiten Publikum bekannt. So synchronisierte er 2003 Bernard White in der Rolle des Inders Rama-Kandra in Matrix Reloaded und Matrix Revolutions. 2004 verlieh er Aasif Mandvi in der Rolle des Mr. Aziz seine Stimme in Spider-Man 2. Es folgten Engagements für weitere Kinofilme wie Departed – Unter Feinden, 96 Hours,  The Losers, Pirates of the Caribbean – Fluch der Karibik 2 und Crossing Over. Darüber hinaus war er unter anderem auch in diversen Fernsehserien zu hören, wie beispielsweise in der von 2007 bis 2019 laufenden TV-Serie The Big Bang Theory als Dr. Rajesh Ramayan „Raj“ Koothrappali, der von Kunal Nayyar verkörpert wird. Des Weiteren synchronisierte er Bhasker Patel im Film Snowden (2016) über den gleichnamigen Whistleblower.

## Auszeichnungen
- 1997: Stadtschreiber zu Rheinsberg
- 1998: Aufenthaltsstipendium auf dem Barkenhoff in Künstlerkolonie Worpswede
- 2004: Stadtschreiber Remscheid
- 2006: Stadtschreiber Kultursommer Rheinland-Pfalz
- 2007: Stadtschreiber Trier
- 2007: Alfred-Döblin-Stipendium im Alfred-Döblin-Haus in Wewelsfleth
- 2008: Einige seiner Gedichte wurden in Stein gemeißelt im Stadtpark und an Schulhöfen in Trier aufgestellt
- 2010: Alfred-Döblin-Stipendium in Wewelsfleth

## Veröffentlichungen
- Mitlesebuch, 1995
- Spuren der Wurzeln, 1996
- Rheinsberger Stille, 1997
- Rheinsberger Rhapsodien, 1998
- Ufer der Zeit, 1999
- Vögel und andere Fische des Windmeers, 2001
- Fremdwörtliches Dasein. Gedichte aus zwei Jahrzehnten, 2003
- Wort und Körper. Remscheider Gedichte, 2005
- Über den Horizont hinaus, 2006
- Unter Bäumen über Bäume, 2007
- Wörterwehen, 2010
- Wenn ich Dich wie ein Buch lese, 2021